# Biranal, Raybag
Biranal là một làng thuộc tehsil Raybag, huyện Belgaum, bang Karnataka, Ấn Độ.